# Une célibataire à New York
Pour plus de détails, voir Fiche technique et Distribution.
Une célibataire à New York (See Jane Date) est un téléfilm canado-américain de Robert Berlinger, diffusé le 16 août 2003 sur ABC Family. Il met en vedette l'actrice Charisma Carpenter.

## Synopsis
Jeune, séduisante, dotée de grandes capacités professionnelles, Jane Grant a tout pour plaire. Et pourtant, elle est célibataire ! Une situation intolérable… surtout aux yeux de ses copines new-yorkaises branchées. Impossible, en effet, qu'elle se rende au mariage de son amie Dana sans être accompagnée. Tout le monde se moquerait d'elle. Commence alors une course effrénée au partenaire idéal. Mais Jane, elle, se préoccupe beaucoup plus de sa carrière. Elle travaille depuis six ans dans une grosse maison d'édition et se donne à fond pour obtenir une promotion. Une occasion en or lui est offerte lorsque son patron lui demande de superviser la biographie de Natasha Nutley, une de ses anciennes copines de fac, devenue un écrivain célèbre.

## Fiche technique
Sauf indication contraire, les informations mentionnées dans cette section peuvent être confirmées par la base de données cinématographiques IMDb,  présente dans la section « Liens externes ».
- Titre original : See Jane Date
- Titre français : Une célibataire à New York
- Réalisation : Robert Berlinger (en)
- Scénario : Sheila R. Lawrence, d'après le roman de Melissa Senate
- Pays d'origine :  Canada,  États-Unis
- Langue originale : anglais
- Genre : comédie, romance
- Durée : 90 minutes
- Dates de sortie : 
  - États-Unis : 16 août 2003 sur ABC Family
  - France : 25 octobre 2004 sur M6

## Distribution
- Charisma Carpenter (VF : Malvina Germain) : Jane Grant
- Holly Marie Combs (VF : Dominique Vallée) : Natasha Nutley
- Rachelle Lefevre : Eloise
- Sadie Leblanc (VF : Laura Blanc) : Amanda
- Antonio Sabato Jr. (VF : Emmanuel Curtil) : Timothy Rommelly
- Joshua Malina (VF : Patrice Baudrier) : Kevin Adams
- David Lipper (en) (VF : Lionel Tua) : Ethan Miles
- Evan Marriott (en) : Hank Chilton
- Cameron Mathison (en) (VF : Didier Cherbuy) : Gary Babcock
- Zachary Levi (VF : Tanguy Goasdoué) : Grant Asner
- Yannick Bisson (VF : Antoine Nouel) : Max Garrett
- Eddie McClintock : Kurt Batner
- Linda Dano (en) (VF : Perette Pradier) : tante Ina
- Kim Schraner (en) (VF : Véronique Alycia) : Dana
- Francis-Xavier McCarthy (en) : William Remke
- Yanic Truesdale : Noah
- Linda Tomassone : Morgan
- Jamie Elman : Larry Fishtail
- Linda Smith (VF : Anne Rochant) : Mme Nutley
- Carrie Colak (VF : Chantal Baroin) : Cassandra

 Source et légende : version française (VF) sur RS Doublage et Doublagissimo